# 霍姓
霍姓為中文姓氏之一，在《百家姓》中排名第160位。

## 起源
霍姓的来源，根据《姓纂》和《广韵》等书的记载，是这样的：“周文王第六子叔处之后，今河东有霍邑，是其故都，子孙以国为氏。”换言之，霍姓中国人是圣君周文王的第6房子孙；他们的始祖霍叔处，于其兄周武王灭纣得国之后，被封于霍国，与管叔鲜与蔡叔度共同监督当时被封于宋国的纣王之子武庚。后来周武王逝世，年幼的成王继位，由周公旦辅政，引起了早期历史上著名的“管、蔡”之乱，结果，霍叔处也受到连累，被周公降为庶人。不过霍叔处虽然被降为庶人，不再具有贵族的身分，但是他所始封的霍国，并没有因此而被灭，仍然继续存在，一直到春秋时代，才被曾经一度称霸的晋国所并，而成为晋国的一部分。当时霍国的所在地，根据考证，就在今山西省霍县的西南地方。换言之，这个地方也就是霍姓中国人的最初发源地。所以霍姓是太原郡。

## 外部連結
[在维基数据编辑]
 《百家姓》
 《欽定古今圖書集成·明倫彙編·氏族典·霍姓部》，出自陈梦雷《古今圖書集成》
- 中華霍氏宗親網